# Doleschallia dasconides
Doleschallia dasconides är en fjärilsart som beskrevs av Hans Fruhstorfer 1903. Doleschallia dasconides ingår i släktet Doleschallia och familjen praktfjärilar. Inga underarter finns listade i Catalogue of Life.